# Пливање на Летњим олимпијским играма 2024 — 200 м слободно за жене
Трке на 200 метара слободним стилом за жене на Летњим олимпијским играма 2024. одржале су се 28. јула (квалификације и полуфинале) и 29. јула (финале) на базену Дефанс арене у Паризу. Ова трка је тако по 15. пут била део званичног олимпијског програма од њеног званичног дебија на ЛОИ 1968. године. 
За трке у овој дисциплини била је пријављена 31 такмичарка из 27 земаља.
Титулу олимпијске победнице освојила је Аустралијанка Моли Окалахан која је у финалу испливала и нови олимпијски рекорд, сребро је припало њеној сународњакињи Ариарн Титмус, док је бронзана била Шивон Хохи из кинеског Хонгконга.

## Освајачи медаља
|                     | Резултат |                     | Резултат |                  | Резултат |
|                     |          |                     |          |                  |          |
| Моли Окалахан (AUS) | 1:53.27  | Ариарн Титмус (AUS) | 1:53.81  | Шивон Хохи (HKG) | 1:54.55  |

## Званични рекорди
Пре почетка такмичења, званични рекорди у овој дисциплини су били следећи:
|                      | Име                 | Резултат | Место                 | Датум         |
| -------------------- | ------------------- | -------- | --------------------- | ------------- |
| Светски рекорд СР    | Ариарн Титмус (АУС) | 1:52.23  | Бризбејн (Аустралија) | 12. јун 2024. |
| Олимпијски рекорд ОР | Ариарн Титмус (АУС) | 1:53.50  | Токио (Јапан)         | 28. јул 2021. |

Током трајања такмичења постављени су следећи рекорди:
| Датум   | Трка   | Пливачица     | Националност | Резултат | Рекорд |
| ------- | ------ | ------------- | ------------ | -------- | ------ |
| 29. јул | финале | Моли Окалахан | Аустралија   | 1:53.27  | ОР     |

## Квалификационе норме
Квалификациона норма за учешће у овој дисциплини износила је 1:57.26 и све такмичарке које су испливали трку у том времену на неком од званичних такмичења у периоду између 1. марта 2023. и 23. јуна 2024, стекле су право да учествују на Ирама у Паризу. У случају да довољан број пливача нема испливану квалификациону норму, следећи параметар је било селекционо време од 1:57.85. Свака од земаља је имала право да учествује са по максимално два такмичара по дисциплини, под условом да оба такмичара имају испливану квалификациону норму. Одређен број учесничких квота је попуњен на основу специјалних позивница земљама које немају квалификованих спортиста у пливању.

## Резултати квалификација
Квалификационе трке у дисциплини 200 метара слободно за жене су пливане 28. јула у јутарњем делу програма, са почетком од 12.00 часова по локалном времену (UTC+2). У квалификацијама је учествовала 31 пливачица из 27 земаља, пливало се у 4 квалификационе групе, а директан пласман у полуфинале остварило је 16 пливачица са најбољим резултатима.
| Пласман | Трка | Стаза | Пливачица                | НОК                       | Резултат | Нап. |
| ------- | ---- | ----- | ------------------------ | ------------------------- | -------- | ---- |
| 1.      | 3    | 4     | Моли Окалахан            | Аустралија                | 1:55.79  | КВ   |
| 2.      | 4    | 3     | Мери Софи Харви          | Канада                    | 1:56.21  | КВ   |
| 3.      | 4    | 4     | Ариарн Титмус            | Аустралија                | 1:56.23  | КВ   |
| 4.      | 2    | 3     | Ли Бингђе                | Кина                      | 1:56.28  | КВ   |
| 5.      | 2    | 4     | Шивон Хохи               | Хонгконг                  | 1:56.38  | КВ   |
| 6.      | 2    | 5     | Клер Вајнстајн           | Сједињене Америчке Државе | 1:56.48  | КВ   |
| 7.      | 3    | 3     | Ерика Ферведер           | Нови Зеланд               | 1:56.54  | КВ   |
| 8.      | 2    | 6     | Марија Фернанда Коста    | Бразил                    | 1:56.65  | КВ   |
| 9.      | 4    | 5     | Јанг Ђуенсјуен           | Кина                      | 1:56.83  | КВ   |
| 10.     | 3    | 5     | Барбора Семанова         | Чешка                     | 1:57.02  | КВ   |
| 11.     | 4    | 6     | Ерин Гемел               | Сједињене Америчке Државе | 1:57.23  | КВ   |
| 12.     | 3    | 2     | Валентин Думон           | Белгија                   | 1:57.50  | КВ   |
| 13.     | 2    | 2     | Лила Абрахам             | Мађарска                  | 1:57.77  | КВ   |
| 14.     | 4    | 2     | Ајми Кани                | Јужноафричка Република    | 1:57.81  | КВ   |
| 15.     | 3    | 7     | Снефридир Јоуринардоутир | Исланд                    | 1:58.32  | КВ   |
| 16.     | 4    | 1     | Ребека Дјаконеску        | Румунија                  | 1:59.29  | КВ   |
| 17.     | 4    | 7     | Јулија Мрозински         | Немачка                   | 1:59.87  |      |
| 18.     | 2    | 1     | Енхуслен Батбајарин      | Монголија                 | 1:59.94  |      |
| 19.     | 2    | 7     | Леа Полонски             | Израел                    | 2:00.38  |      |
| 20.     | 3    | 1     | Марија Јегрес            | Венецуела                 | 2:00.66  |      |
| 21.     | 4    | 8     | Андреа Бекали            | Куба                      | 2:03.38  |      |
| 22.     | 3    | 8     | Хулимар Авила            | Хондурас                  | 2:04.88  |      |
| 23.     | 1    | 4     | Диниди Десингу           | Индија                    | 2:06.96  |      |
| 24.     | 2    | 8     | Лоџин Абдала Салах       | Египат                    | 2:07.19  |      |
| 25.     | 1    | 5     | Аријана Диркцвагер       | Лаос                      | 2:07.22  |      |
| 26.     | 1    | 3     | Џеханара Наби            | Пакистан                  | 2:10.69  |      |
| 27.     | 1    | 6     | Каљтра Меца              | Албанија                  | 2:12.21  |      |
| 28.     | 1    | 7     | Маха ел Шехи             | Уједињени Арапски Емирати | 2:17.17  |      |
| 29.     | 1    | 1     | Машаел Машари ел Ајед    | Саудијска Арабија         | 2:19.61  |      |
| 30.     | 1    | 2     | Дуана Лама               | Непал                     | 2:20.74  |      |
|         | 3    | 6     | Николет Падар            | Мађарска                  | ДСК      |      |

## Резултати полуфинала
Полуфиналне трке су пливане 28. јула у вечерњем делу програма, са почетком од 21.50 часова по локалном времену. Директан пласман у финале остварило је 8 такмичарки са најбољим резултатима.
| Пласман | Трка | Стаза | Пливачица                | НОК                       | Резултат | Нап. |
| ------- | ---- | ----- | ------------------------ | ------------------------- | -------- | ---- |
| 1.      | 2    | 5     | Ариарн Титмус            | Аустралија                | 1:54.64  | КВ   |
| 2.      | 2    | 4     | Моли Окалахан            | Аустралија                | 1:54.70  | КВ   |
| 3.      | 1    | 3     | Клер Вајнстајн           | Сједињене Америчке Државе | 1:55.24  | КВ   |
| 4.      | 2    | 3     | Шивон Хохи               | Хонгконг                  | 1:55.51  | КВ   |
| 5.      | 2    | 2     | Јанг Ђуенсјуен           | Кина                      | 1:55.90  | КВ   |
| 6.      | 1    | 2     | Барбора Семанова         | Чешка                     | 1:56.06  | КВ   |
| 7.      | 2    | 6     | Ерика Ферведер           | Нови Зеланд               | 1:56.31  | КВ   |
| 8.      | 1    | 4     | Мери Софи Харви          | Канада                    | 1:56.37  | КВ   |
| 9.      | 2    | 7     | Ерин Гемел               | Сједињене Америчке Државе | 1:56.46  |      |
| 10.     | 1    | 5     | Ли Бингђе                | Кина                      | 1:56.56  |      |
| 11.     | 1    | 6     | Марија Фернанда Коста    | Бразил                    | 1:56.89  |      |
| 12.     | 1    | 1     | Ајми Кани                | Јужноафричка Република    | 1:57.34  |      |
| 13.     | 1    | 7     | Валентин Думон           | Белгија                   | 1:57.50  |      |
| 14.     | 2    | 1     | Лила Абрахам             | Мађарска                  | 1:57.78  |      |
| 15.     | 2    | 8     | Снефридир Јоуринардоутир | Исланд                    | 1:58.78  |      |
| 16.     | 1    | 8     | Ребека Дјаконеску        | Румунија                  | 1:59.58  |      |

## Резултати финала
Финална трка је пливана 29. јула у вечерњем делу програма, са почетком од 21.53 часова по локалном времену.
| Пласман | Стаза | Пливачица        | НОК                       | Резултат | Нап. |
| ------- | ----- | ---------------- | ------------------------- | -------- | ---- |
|         | 5     | Моли Окалахан    | Аустралија                | 1:53.27  | ОР   |
| 2       | 4     | Ариарн Титмус    | Аустралија                | 1:53.81  |      |
| 3       | 6     | Шивон Хохи       | Хонгконг                  | 1:54.55  |      |
| 4.      | 8     | Мери Софи Харви  | Канада                    | 1:55.29  |      |
| 5.      | 2     | Јанг Ђуенсјуен   | Кина                      | 1:55.38  |      |
| 6.      | 7     | Барбора Семанова | Чешка                     | 1:55.47  |      |
| 7.      | 1     | Ерика Ферведер   | Нови Зеланд               | 1:55.59  |      |
| 8.      | 3     | Клер Вајнстајн   | Сједињене Америчке Државе | 1:56.60  |      |